# Larissa Gacemer
Larissa Gacemer (* 5. November 1988 in Sao Paulo als Larissa Rodrigues), auch bekannt als  Larissa Gacamer, ist eine brasilianisch-türkische Schauspielerin und ein Model.

## Leben und Karriere
Gacemer wurde am 5. November 1988 in Sao Paulo geboren. Im Alter von siebzehn Jahren begann sie ihre Modelkarriere. 2011 zog sie nach Izmir. Von 2012 bis 2013 spielte sie in der Fernsehserie Krem die Hauptrolle. Danach nahm sie 2013 an der Sendung Survivor Türkiye teil. 2016 wurde Gacemer für den Film Die Schwägerin gecastet. Zwischen 2016 und 2017 bekam sie eine Rolle in der Serie O Hayat Benim.

## Filmografie (Auswahl)
- 2012–2013: Krem (Fernsehserie, 24 Episoden)
- 2013: Survivor Türkiye (Sendung)
- 2015: Dada Dandinista (Sendung)
- 2016: Die Schwägerin (Film)
- 2016–2017: O Hayat Benim (Fernsehserie, 42 Episoden)